# Hans Burmeister
Hans Jürgen Burmeister (* 1. Januar 1932 in Elmshorn) ist ein deutscher Grafiker und Maler.

## Leben
1971 war er Mitbegründer der beiden Künstlergruppen Gruppe Grün und Kunstarttikel aus Bremen. Im Jahr 1973 brachte er die Kleine Bremer Mappe mit Grafiken Bremer Künstler heraus. 1974 veranstaltete er in der Kunsthalle Bremen eine Einzelausstellung mit Fotos der Mauerbilder aus dem Bremer Ostertorviertel. 1975 wurde er zum ersten Vorsitzenden des Berufsverbands Bildender Künstler in Bremen gewählt, dem heutigen Bundesverband Bildender Künstlerinnen und Künstler. 1978 erreichte er einen 2. Platz bei dem Wettbewerb Kunst im öffentlichen Raum der Universitätsbibliothek Bremens.
Seine Spezialgebiete sind Materialbilder, Collagen, Assemblagen, Zeichnungen, Objekte und Fotos. Es gab bereits mehrere Ausstellungen in der Kunsthalle Bremen, in verschiedenen Galerien in Worpswede sowie diverse Einzelausstellungen in einigen Städten. Insgesamt gab es über 100 Ausstellungen auf allen fünf Kontinenten.
Zurzeit lebt er in Elsfleth.

## Bücher von Hans Jürgen Burmeister
- 1978 Schriftwechsel
- 1978 Politische Mauerbilder
- 1984 Natur-Unrat-Unart
- 1986 Natur-Urat-Unrat. Weitere Texte zu Mensch und Umwelt. (Nach Tschernobyl)
- 1989 Quo Vadis Worpswede?
- 1989 Kleine Liebe zu Worpswede
- 1989 Worpswede Deine Bäume
- 1989 Worpswede, Deine Mauern. Copy-art. Künstlermappe mit 6 losen Blättern, Industrie & Werbedruck GmbH
- 2006 Natur-Urat-Unrat. Noch mehr Texte zu Mensch und Umwelt.

## Bücher über Hans Jürgen Burmeister
- (Wir) Künstler in und um Worpswede Grafik – Malerei – Objekt – Skulptur. Künstler: Hans Bock, Andrea Braig, M. Breustedt, H. J. Burmeister, Bryan Ingham, Eva Kausche-Kongsbak, M. Kausche, Fr. Migge u. a.
- Worpsweder Graphothek: Künstler-Biographien. H. J. Burmeister, Uwe Hässler, Andy Hertl, Helge Johnsen, Fr. Meckseper, Frauke Migge, Pit Morell, Natascha Ungeheuer, Tobias Weichberger u.v.a.